# Cayaponia glandulosa
Cayaponia glandulosa là một loài thực vật có hoa trong họ Cucurbitaceae. Loài này được (Mart.) Cogn. mô tả khoa học đầu tiên năm 1881.